# Білітюк Василь Васильович
Васи́ль Васи́льович Білітю́к (27 серпня 1982 — 26 серпня 2014) — старший солдат 24-го батальйону територіальної оборони «Айдар» Збройних сил України, учасник російсько-української війни.

## Життєпис
Народився 1982 року в Заболоття (Ратнівський район, Волинська область). 1999 року закінчив Заболотську ЗОШ.
Взимку 2013—2014 років брав участь у подіях Революції Гідності. В часі війни — доброволець, солдат, 24-й батальйон територіальної оборони «Айдар», псевдо «Борода». Старший механік радіорелейної станції.
26 серпня 2014-го Василь Білітюк з айдарівцями їхав в УАЗі, яким Василь Пелиш вивозив важко пораненого в живіт побратима до найближчої лікарні у Хрящуватому. По дорозі на трасі в районі Новосвітлівка — Хрящувате терористи влучили у авто із танка. Усі, окрім Василя Пелиша, хто був в УАЗі — Василь Білітюк, сержант Іван Лучинський та солдати Борис Шевчук і Сергій Кононко, загинули від вибуху.
Тіло перебувало в дніпропетровському морзі. Упізнаний за тестами ДНК.
Похований 1 квітня 2015-го в Заболотті.
Без Василя лишилися мама Раїса Максимівна, сестра Людмила.

## Нагороди та вшанування
- Указом Президента України № 47/2019 від 28 лютого 2019 року, за особисту мужність і самовіддані дії, виявлені у захисті державного суверенітету та територіальної цілісності України, нагороджений орденом «За мужність» III ступеня (посмертно)[3]
- В Заболотті відкрито пам'ятну дошку Василю Білітюку та Леоніду Луцику.
- Його портрет розміщений на меморіалі «Стіна пам'яті полеглих за Україну» у Києві: секція 3, ряд 2, місце 18
- Вшановується 26 серпня на щоденному ранковому церемоніалі вшанування українських захисників, які загинули цього дня у різні роки внаслідок російської збройної агресії[4]
- Звання «Почесний громадянин Волині» (посмертно)